# Montcalm, Québec
Montcalm är en kommun i provinsen Québec i Kanada. Den ligger i regionen Laurentides, i den sydöstra delen av landet, 110 km nordost om huvudstaden Ottawa.